# Übersicht der Arbeiten und Veränderungen der Schlesischen Gesellschaft für Vaterländische Cultur
Übersicht der Arbeiten und Veränderungen der Schlesischen Gesellschaft für Vaterländische Cultur (abreviado Übers. Arbeiten Veränd. Schles. Ges. Vaterl. Cult.) fue una revista científica con ilustraciones y descripciones botánicas que fue editada en Breslau y publicados los números 1 al 27 en los años 1824-1849. Fue reemplazada por Jahresbericht der Schlesischen Gesellschaft für Vaterländische Cultur.